# 楚弗里特峰

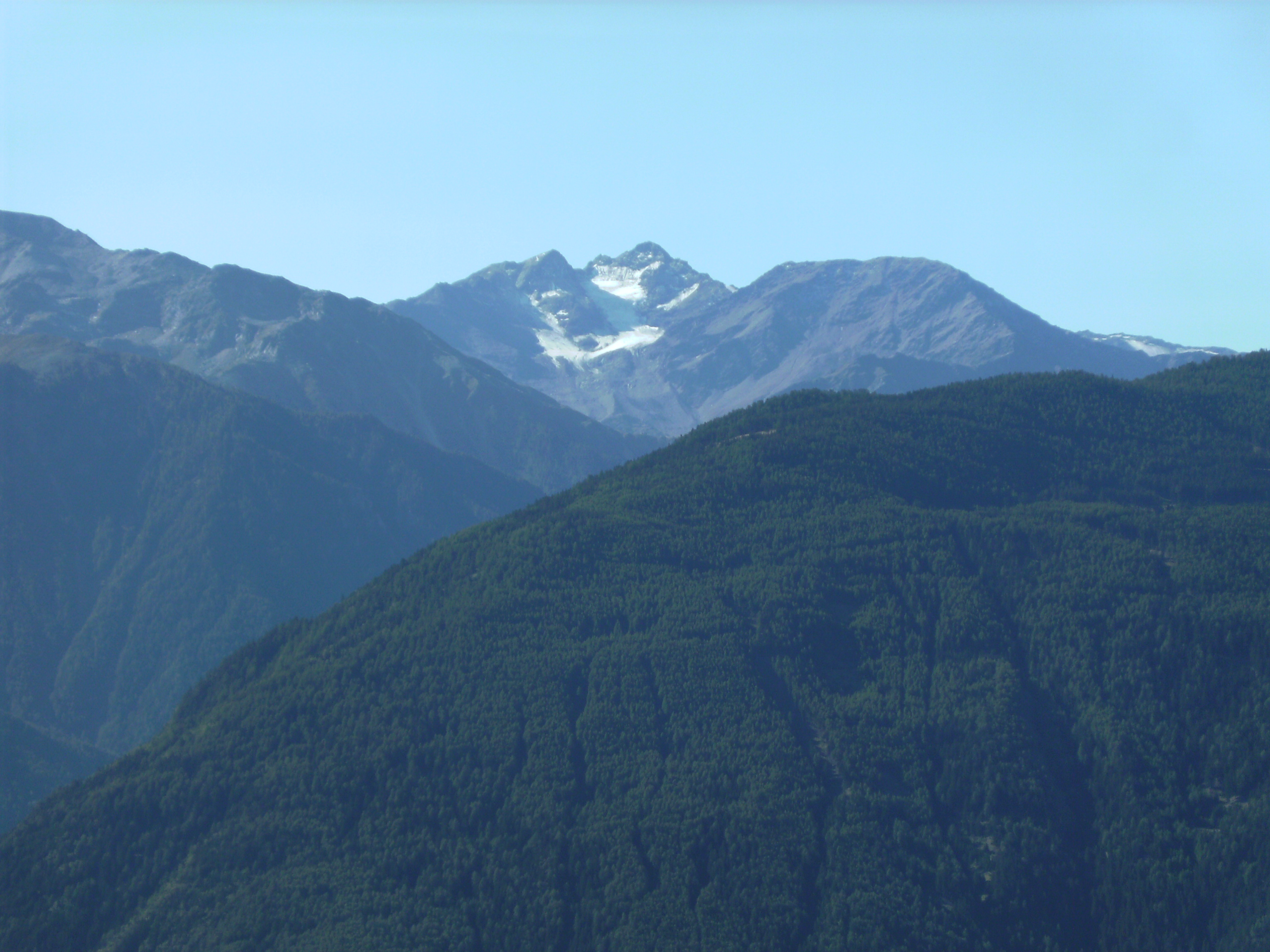

46°30′08″N 10°46′55″E / 46.50222°N 10.78194°E
楚弗里特峰（德語：Zufrittspitze），是意大利的山峰，位於該國北部，處於博爾扎諾-南蒂羅爾自治省和特倫托自治省接壤的邊界，屬於奥特莱斯山的一部分，海拔高度3,439米，人類在1868年8月9日首次登頂。